# Kovesjärvi
Kovesjärvi är en sjö i Finland. Den ligger i kommunen Parkano i landskapet Birkaland, i den sydvästra delen av landet, 240 km nordväst om huvudstaden Helsingfors. Kovesjärvi ligger 148,5 meter över havet. Arean är 2,25 kvadratkilometer och strandlinjen är 9,37 kilometer lång. Sjön  ingår i Kumo älvs huvudavrinningsområde.   I omgivningarna runt Kovesjärvi växer i huvudsak barrskog. Den sträcker sig 2,3 kilometer i nord-sydlig riktning, och 1,7 kilometer i öst-västlig riktning.